# 二行連
二行連（にぎょうれん；二行連句、対句、couplet, カプレット、カプリット、クプレ）は2行で1組の韻文（詩）。通常押韻され、同じ韻律を持っている。文化によっては、それぞれの文化に関連した装飾的な伝統を持っている。たとえばアフリカでは部族の精神的指導者が主に用いる。

## 西洋詩の二行連
伝統的に西洋の二行連は効果的な押韻であるが、すべての二行連が押韻されているわけではない（同様に、詩は空白を用いて二行連を区分する）。iambic pentameter（弱強五歩格）の韻律を持つ二行連はヒロイック・カプレット（heroic couplets, 英雄対句、英雄対韻句、英雄対連、英雄詩体、英雄詩体二行連句、英雄二行詩 ）と呼ばれる。エピグラム（警句）も二行連で作られる。さらに、シェイクスピア風ソネット（シェークスピア風十四行詩）の最後の二行連のように複雑な押韻構成を持つ場合もある。
押韻された二行連は、詩の中でも、最も単純な押韻構成のうちの1つである。ジェフリー・チョーサーの『カンタベリー物語』はこの押韻された二行連を使って書かれている。17世紀のジョン・ドライデンと18世紀のアレキサンダー・ポープは、ともにヒロイック・カプレットで書いた詩が有名である。
押韻された二行連では、押韻がすぐ来るので、押韻それ自体に気が取られる傾向がある。押韻された良い二行連は、押韻およびすぐ終わることの両方から「ピリッ」とした傾向にある。次に挙げるのは、押韻の響き同様に、その「ピリッ」とした感覚を持った好例である。
True wit is nature to advantage dress’d;
What oft was thought, but ne’er so well express’d.
-- アレキサンダー・ポープ『批評論』Part II
Whether or not we find what we are seeking
is idle, biologically speaking.
-- エドナ・ミレイ 『I Shall Forget You Presently』の最後の二行連
一方で、押韻された二行連は押韻構成が予測がつくため、人工的でとぼとぼ歩きしているように感じられるかも知れない。ポープは18世紀当時の予測のつく押韻を（二行連を使って）次のように茶化した。
Where-e'er you find "the cooling western breeze,"
In the next line, it "whispers through the trees;"
If crystal streams "with pleasing murmurs creep,"
The reader's threatened (not in vain) with "sleep."
（大意）あなたが「the cooling western breeze（冷たい西のそよ風）」という言葉を見付けたら、きっと次の行に「whispers through the trees（木々を抜けるささやき）」という言葉がくる。もし水晶が「with pleasing murmurs creep（心地よい響きをたてて）」動くのなら、読者は「sleep（眠気）」に誘われる（効果がないわけではない）。

## 南アジアの二行連
タミル語のクラル（en:Kural）もまた押韻された二行連である。ティルヴァッルヴァルの『ティルックラル』（en:Thirukkural）はクラルで書かれた有名な本（箴言集）である。